# Lake Aircraft

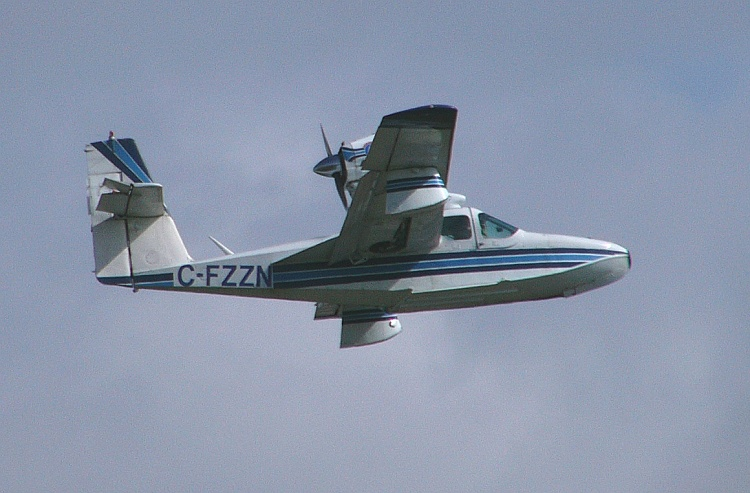
Lake LA-4-200 Buccaneer

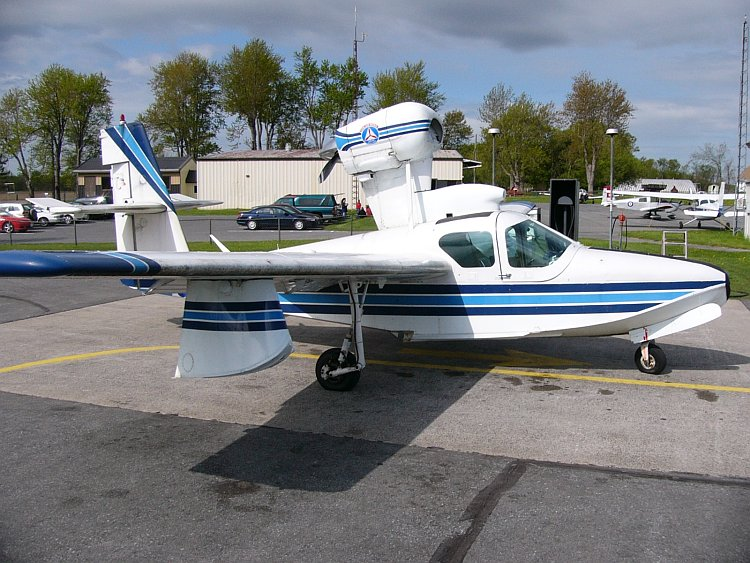
Lake LA-4-200 Buccaneer

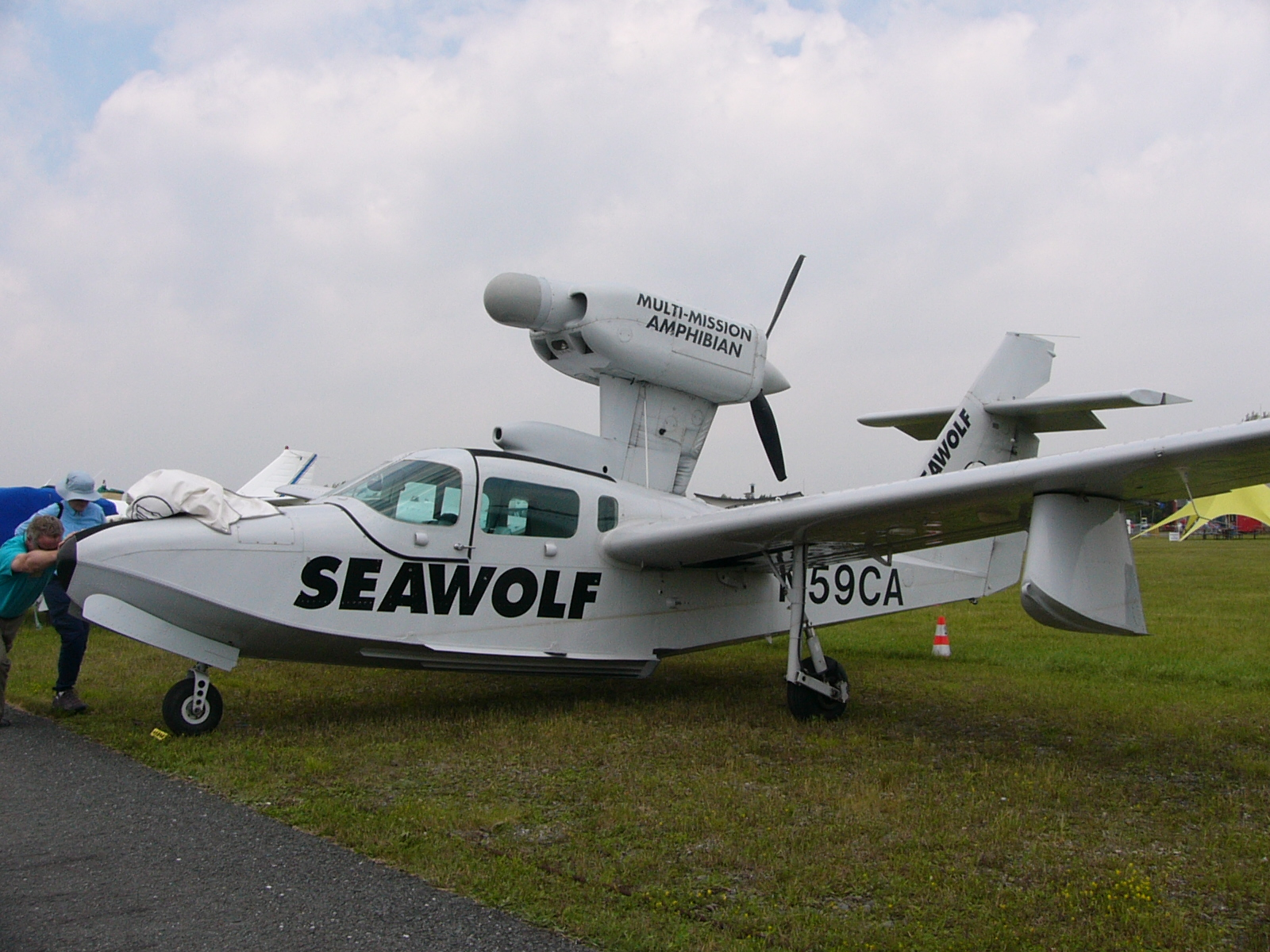
Lake LA-4-250 Seawolf

Lake Aircraft fue una fabricante de aviones anfíbios.  Su fábrica estaba en Sanford, Maine, USA, y sus oficinas de ventas estaba ubicada en Laconia / Gilford, New Hampshire y Kissimmee, Florida.
Las propiedades de la compañía fueron vendidas en 2004 a un inversor que las incorporó como "Sun Lake Aircraft" en Vero Beach, Florida.
Las propiedades pertenecen ahora a Revo Inc, propiedad de Armand Rivard.

## Historia
El primer avión producido fue el Colonial Skimmer. Fue una derivación del diseño original de Dave Thurston en 1946 cuando estaba en Grumman Aircraft. Grumman nunca produjo el diseño, pero Thurston formó Colonial Aircraft como negocio colateral para continuar su diseño. 
El primer avión anfibio de Colonial, designado "Colonial Aircraft C-1 Skimmer" y basado en el diseño original de Grumman G-65 Tadpole, voló por primera vez en 1948. Colonial creció hasta producir más de cincuenta C-1 y su diseño largo C-2 antes de ser vendida en 1959. 
El nuevo propietario, M.L. (Al) Alson, rebautizó la compañía como Lake Aircraft y alargó nuevamente el diseño básico convirtiéndolo en el LA-4, un avión de 180 caballos y cuatro asientos, que fue la base de toda la línea de aeronaves que perduran hoy en día.
Los aviones que Lake produjo en los 1960 - 1980 están listados en la FAA como si hubiesen sido construidos por "Consolidated Aeronautics."
Durante muchos años el Lake LA-4-200 fue anunciado como "El único anfibio monomotor del mundo en producción."
En enero de 2009 el propietario de la compañía Armand Rivard dijo que pretendía vender la compañía y retirarse. LA compañía ya se había ofertado para su venta en 2001 y 2002, y a través de auditoría en 2005 y en 2007. Lake Aircraft produjo un avión en 2007 y ninguno en 2008, pero continuó creando partes de aviones ya en operación. En 2009 la compañía daba empleo a seis personas,  muy por debajo de los doscientos empleados que tuvo en la década de los ochenta.
| Años de producción | Modelo          | Plazas | Potencia  | Velocidad Máxima | Peso máximo          |
| ------------------ | --------------- | ------ | --------- | ---------------- | -------------------- |
| 1948–1959          | C1 y C2         | 2      | 150-180   | 90 mph           | 340 lb de carga útil |
| 1960–1969          | LAKE LA-4       | 4      | 180       | 110 mph          | 440 lb               |
| 1970–1982          | LAKE LA4-200    | 4      | 200       | 105 nudos        | 500 lb               |
| 1982–1985          | LAKE LA4-200 EP | 4      | 200       | 110 nudos        | 550 lb               |
| 1984–1995          | LAKE LA-250     | 6      | 250       | 132 nudos        | 800 lb               |
| 1987–2005          | LAKE LA-270T    | 6      | 270       | 155 nudos        | 720 lb               |
| 2006               | SEAFURY         |        | 250 y 270 |                  |                      |